# C/2013 B2 (Catalina)
C/2013 B2 (Catalina) — одна з гіперболічних комет. Ця комета була відкрита 16 січня 2013 року; вона мала 18.9m на час відкриття.